# Ioana Băsescuová
Ioana Băsescuová (* 5. srpna 1977 Constanța) je rumunská notářka a nejstarší dcera bývalého rumunského prezidenta Traiana Băsesca.

## Majetek
V roce 2003 dostala jako dar od svého otce vilu na trase Bukurešť-Ploiești (300 m² stavby a 722 m² zahrady). Băsescu vilu koupil na volném trhu za 280 tisíc dolarů dne 21. října 2002. Koupila si byt o rozloze 410 m² v hodnotě 700 tisíc eur (bez povrchových úprav) ve čtvrti Băneasa. Na otázku, kde získala dostatečné finanční prostředky, odpověděla, že byt koupila z předchozích prodejů. Odkazovala na vilu v Corbeance o rozloze přes 300 m², která však v roce 2006 měla hodnotu pouze 320 tisíc eur a byla prodána po jejím rozvodu. Dále tvrdila, že peníze získala ze svého povolání notářky a ze spojení s franšízou na doutníky a další tabákové výrobky.

## Kontroverze
V květnu 2017 ji předala prokuratura DNA nejvyššímu soudu kvůli obvinění z podněcování ke zpronevěře a praní špinavých peněz v kauze financování prezidentské kampaně v roce 2009. Odvolací soud v Bukurešti ji 2. března 2021 odsoudil k pěti letům odnětí svobody, verdikt však není pravomocný.

## Osobní život
Ioana Băsescuová je nejstarší dcerou bývalého rumunského prezidenta Traiana Băsesca. Má mladší sestru Elenu.
Dne 1. června 2014 se vdala za právníka Radu Pricopa při malém obřadu na radnici ve městě Azuga za přítomnosti rodičů a kmotrů. Po svatbě si manželé ponechali svá příjmení.
Dne 14. listopadu 2014 se jí narodilo její první dítě, chlapeček, který dostal jméno Radu. Pokřtěn byl 20. prosince.